# 維佐維采

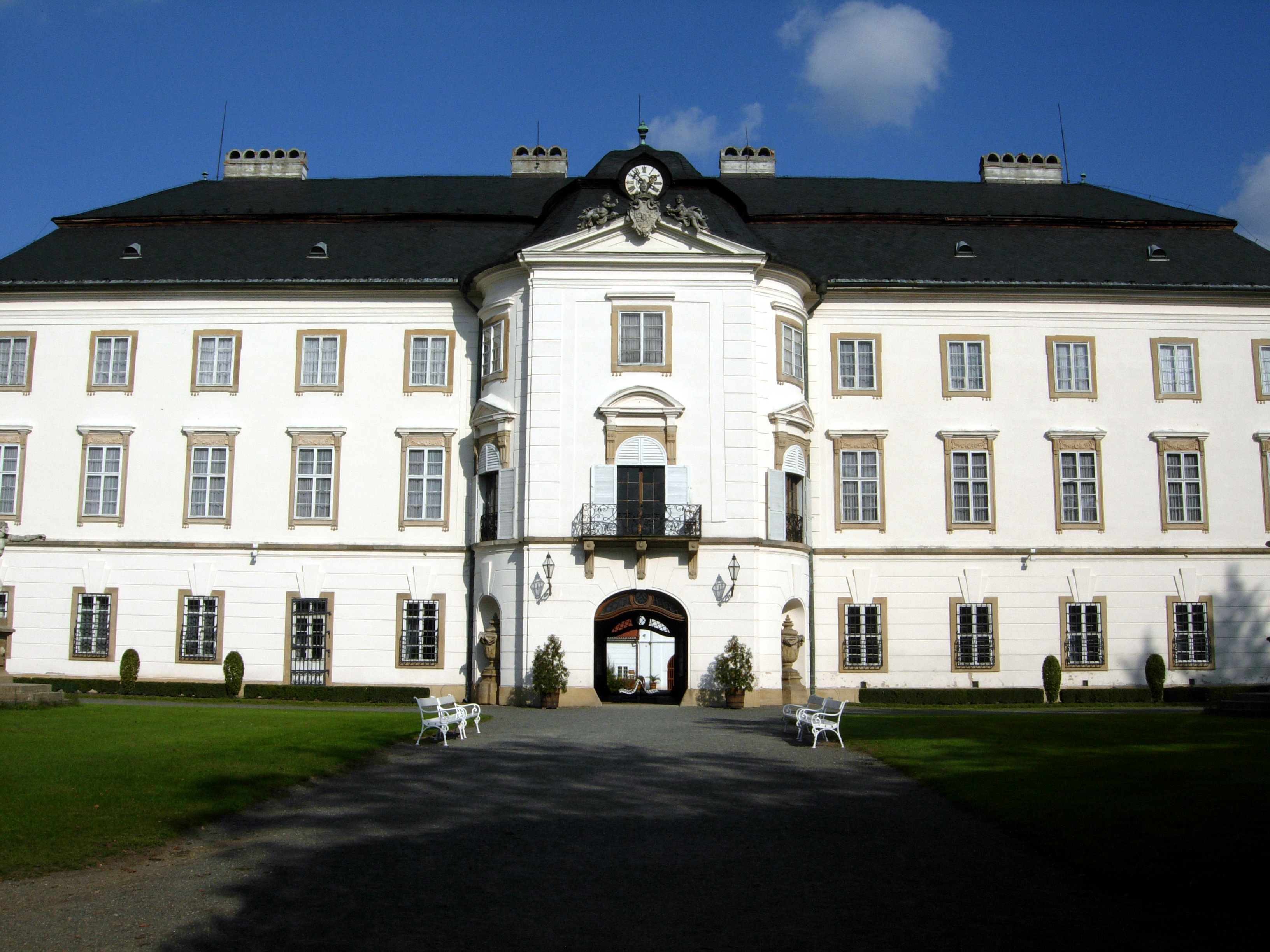

維佐維采是捷克的城鎮，位於該國東部，距離首府茲林14公里，由茲林州負責管轄，面積28.55平方公里，海拔高度296米，該鎮是作曲家阿洛伊斯·哈巴的出生地，2011年人口4,777。

## 外部連結
- Town of Vizovice （页面存档备份，存于） Official website
- Vizovice Chateau （页面存档备份，存于）

49°13′12″N 17°51′4″E / 49.22000°N 17.85111°E